# Puffinus elegans
La pardela subantártica (Puffinus elegans) es una especie de ave procelariforme de la familia Procellariidae que se reproduce en el archipiélago Tristán de Acuña del océano Atlántico y en algunas de las islas subantárticas de Nueva Zelanda. A veces es tratada como subespecie de la pardela chica (P. assimilis).